# Jenny Hasselquist
Jenny Hasselquist, o Jenny Hasselqvist (Stoccolma, 31 luglio 1894 – Stoccolma, 8 giugno 1978), è stata una ballerina e attrice svedese.

## Biografia
Cominciò a studiare danza fin da bambina, diventando prima ballerina dell'Opera Reale. Nel 1916, esordì sullo schermo in Balettprimadonnan, un film di Mauritz Stiller, iniziando così una carriera cinematografica che conta quasi venti film. Nel 1920, quattro anni dopo il suo debutto, ebbe il ruolo del titolo in Sumurun di Ernst Lubitsch. Tra le altre sue interpretazioni, anche il ruolo di Marianne Sinclair ne La leggenda di Gosta Berlings del 1924. Oltre a Stiller e a Lubitsch, lavorò con altri grandi registi del cinema europeo dell'epoca, quali Victor Sjöström e Gustaf Molander.
Si ritirò a vita privata nel 1930, dopo aver girato il suo ultimo film, Den farliga leken, che uscì nel 1931.

## Filmografia
La filmografia è completa.

### Attrice
- Balettprimadonnan, regia di Mauritz Stiller (1916)
- Sumurun, regia di Ernst Lubitsch (1920)
- Johan, regia di Mauritz Stiller (1921)
- De landsflyktige, regia di Mauritz Stiller (1921)
- Vem dömer, regia di Victor Sjöström (1922)
- Eld ombord, regia di Victor Sjöström (1923)
- Friaren från landsvägen, regia di Sigurd Wallén (1923)
- I cavalieri di Ekebù (Gösta Berlings saga), regia di Mauritz Stiller (1924)
- Die Perücke, regia di Berthold Viertel (1925)
- Ingmarsarvet, regia di Gustaf Molander (1925)
- Die Horde, regia di Erich Waschneck (1926)
- Till österland, regia di Gustaf Molander (1926)
- Min fru har en fästman, regia di Theodor Berthels (1926)
- Brennende Grenze, regia di Erich Waschneck (1927)
- Das Mädchen ohne Heimat, regia di Constantin J. David (1927)
- Stormens barn, regia di Adolf Niska (1928)
- Assolto (Schuldig), regia di Johannes Meyer (1928)
- Sei tu felicità? (Säg det i toner), regia di Edvin Adolphson e Julius Jaenzon (1929)
- Den farliga leken, regia di Gustaf Bergman (1931)

### Film o documentari dove appare Jenny Jasselquist
- Wege zu Kraft und Schönheit - Ein Film über moderne Körperkultur, regia di Nicholas Kaufmann e Wilhelm Prager (1925)